# Terra Alta
För andra betydelser, se Terra Alta (olika betydelser).

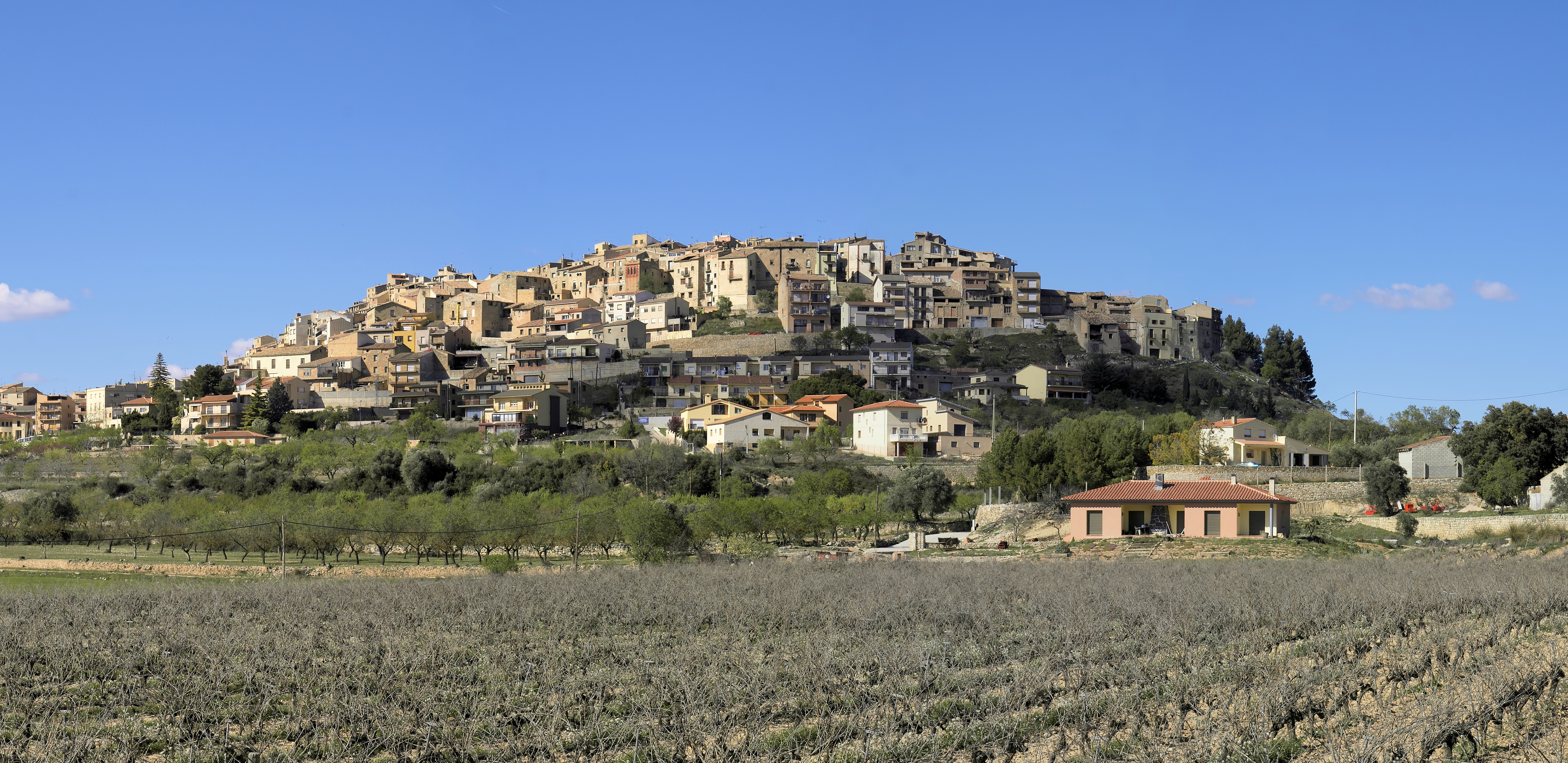
Utsikt från grevskapet Terra Alta.

Terra Alta är ett grevskap, comarca, i södra Katalonien, i Spanien. Huvudstaden heter Gandesa, med 3 117 invånare 2013.

## Kommuner
Terra Alta är uppdelat i 12 kommuner, municipis. 

- Arnes
- Batea
- Bot
- Caseres
- Corbera d'Ebre
- La Fatarella
- Gandesa
- Horta de Sant Joan
- El Pinell de Brai
- La Pobla de Massaluca
- Prat de Comte
- Vilalba dels Arcs